# Standbeeld van Cyrill Daal
Het standbeeld van Cyrill Daal werd in 1991 onthuld in Paramaribo, Suriname.
Cyrill Daal was in 1982 vakbondsleider van de overkoepelende Moederbond. Hij nam het op tegen het militaire regime onder leiding van Desi Bouterse door grote stakingen te organiseren. Hij werd in december 1982 gemarteld en vervolgens vermoord als een van de vijftien slachtoffers van de Decembermoorden.

## Massale protesten
Cyrill Daal was op 28 oktober 1982 al kort vastgehouden, maar kwam onder druk van grootschalige protestbijeenkomsten diezelfde dag weer vrij. Op de betreffende dag kwam Maurice Bishop, de leider van Grenada, voor zijn bezoek naar Suriname. De bond van het elektriciteitsbedrijf, lid van de Moederbond, schakelde op de stakingsdag de elektriciteit uit. De blamage voor legerleider Desi Bouterse was groot toen het vliegtuig van Bishop in het donker op het vliegveld moest landen.
Bishop betoogde tijdens Bouterse's bijeenkomst dat een revolutie geen grap was en dat de Surinaamse machthebbers te vriendelijk reageerden op contrarevolutionairen. "Je moet degenen elimineren die niet met je zijn, anders zullen ze jou elimineren", aldus Bishop.
Daal heeft ons een rekening gepresenteerd. Ik bekeek hem en dacht: zou ik 'm contant moeten betalen of per giro? Ik wil hem graag betalen, maar de banken gaan dicht. Dus moeten we hem contant betalen. Ik zal met hem afrekenen en het wisselgeld mag hij houden.— Desi Boutersse, 31 oktober 1982
Bouterse besloot hard op te treden. Van 7 op 8 december werden het gebouw van radiostation ABC in brand geschoten, inclusief de inpandige Moederbond, de krant De Vrije Stem en het radiostation Radika. Zestien vakbondsleiders, journalisten, militairen, universitaire docenten, advocaten en een zakenman werden diezelfde nacht opgepakt en naar Fort Zeelandia gebracht. Op Fred Derby na werden ze allemaal gemarteld en vervolgens geëxecuteerd.

## Onthulling standbeeld
In 1991 is er teleurstelling dat het niet gelukt is om een prominente plek voor het standbeeld voor Cyrill Daal te regelen. De nieuw herwonnen democratie is jong. Er waren weer verkiezingen in 1987 geweest, maar de militairen hadden de regering in 1990 weer naar huis gestuurd middels de Telefooncoup. Er kwamen niettemin opnieuw verkiezingen en er trad opnieuw een democratisch gekozen regering aan. Het was echter nog te vroeg om voor het standbeeld een prominente plek te kunnen regelen. Zoals op het Onafhankelijkheidsplein, dit was een gekoesterde wens, maar de aanvraag verdween in een bureaucratische lade.
Op 28 juli 1991 verzamelde zich een groep geïnteresseerden voor het gebouw van de Moederbond aan de Coppenamestraat, later van naam gewijzigd in Jagernath Lachmonstraat. Het beeld werd die dag op een bescheiden plek onthuld, op het terrein van de Moederbond. Het bedrag van 125 duizend Surinaamse gulden was bijeengebracht door vakbondsleden, acties onder de bevolking en de Nederlandse FNV, waarvan voorzitter Johan Stekelenburg bij de onthulling aanwezig was.
Het beeld werd in november 2022 naar het Pater Weidmannplein aan de Dr. Sophie Redmondstraat verplaatst, waar meer beelden van vakbondsleiders staan waaronder standbeeld van Fred Derby en het borstbeeld van Hendrik Sylvester. Ook staat er een standbeeld van Weidman zelf.